# Carol Ann Susi
Carol Ann Susi (New York, 2 februari 1952 – Los Angeles, 11 november 2014) was een Amerikaans actrice van Italiaanse afkomst. Ze maakte in 1974 haar acteerdebuut in de televisieserie Kolchak: The Night Stalker, waarin ze drie afleveringen verscheen als Monique Marmelstein. Haar debuut op het grote scherm volgde in 1984, als Susan in de dramafilm Love Scenes.
Susi's omvangrijkste rol was die als het onzichtbare personage Debbie 'Ma' Wolowitz in de komedieserie The Big Bang Theory, die ze van 2007 tot en met 2014 vervulde. Vijf dagen na het verschijnen van de laatste aflevering waarin ze te horen is (The Prom Equivalency), overleed ze aan de gevolgen van kanker. Haar personage werd niet door iemand anders overgenomen, maar sterft acht afleveringen later ook (middels een telefoonbericht over haar overlijden aan haar televisiezoon  Howard, in The Comic Book Store Regeneration).

## Filmografie
*Exclusief vijf televisiefilms
| - Just Go with It (2011) - Red Velvet (2008) - Coffee Date (2006) - Duty Dating (2002) - Cats & Dogs (2001) - Tempest Eye (2000) - The Amati Girls (2000) - Mafia! (1998) - Eat Your Heart Out (1997) - Wedding Bell Blues (1996) | - Edie & Pen (1996) - Under Investigation (1993) - Death Becomes Her (1992) - Masters of Menace (1990) - My Blue Heaven (1990) - Wedding Band (1989) - Blood Red (1989) - The Secret of My Success (1987) - Outrageous Fortune (1987) - Love Scenes (1984) |

## Televisieseries
*Exclusief 38 eenmalige gastrollen
- The Big Bang Theory - Debbie 'Ma' Wolowitz (2007-2014, 39 afleveringen)
- That '70s Show - Receptioniste (2006, twee afleveringen)
- Out of Practice - Susy (2005, twee afleveringen)
- Married... with Children - Frannie (1995-1996, drie afleveringen)
- Seinfeld - Carrie (1992, twee afleveringen)
- Kolchak: The Night Stalker - Monique Marmelstein (1974, drie afleveringen)

- Gemeinsame Normdatei: 1061791513
- Virtual International Authority File: 311656933
- WorldCat: E39PBJbM4hvVpbgfVq8DQ3HV4q